# ماساتاکه ساتو
ماساتاکه ساتو (انگلیسی: Masatake Sato؛ زادهٔ ۱۹ مارس ۱۹۹۱) بازیکن فوتبال اهل ژاپن است.